# Katay Don Sasorith
Katay Don Sasorith est un homme politique et auteur laotien né le 12 juillet 1904 à Pakse et mort le 29 décembre 1959 à Vientiane. Il est Premier Ministre du Laos entre 1954 et 1956.